# Uvaroviet
Het mineraal uvaroviet is een calcium-chroom-nesosilicaat met de chemische formule Ca3Cr2(SiO4)3. Het behoort tot de granaten.

## Eigenschappen
Het groene uvaroviet heeft een witte streepkleur, een glasglans en kent geen splijting. De gemiddelde dichtheid is 3,59 en de hardheid is 6,5 tot 7,5. Het kristalstelsel is isometrisch en het mineraal is niet radioactief.

## Naamgeving
Uvaroviet is genoemd naar de Russische graaf en mineralenverzamelaar S. S. Uvarov (1765 - 1855). 

## Voorkomen
Zoals andere leden van de granaatgroep, komt uvaroviet vooral voor in metamorf of mantelgesteente. Het wordt ook gevormd in chromietafzettingen. De typelocatie is in de Centrale Oeral, Rusland.